# 伊塔佩瓦 (聖保羅州)
伊塔佩瓦（葡萄牙語：Itapeva）是巴西的城鎮，位於該國南部，由聖保羅州負責管轄，始建於1769年9月20日，面積1,827平方公里，海拔高度684米，2014年人口92,265，人口密度每平方公里50.51人。